# Malaysian Open 2010
Il Malaysian Open 2010 (conosciuto anche come Proton Malaysian Open 2010 per ragioni di sponsor) è stato un torneo di tennis giocato sul cemento indoor.  È stata la 2ª edizione del Malaysian Open, che fa parte della categoria ATP World Tour 250 series nell'ambito dell'ATP World Tour 2010. Si è giocato al Bukit Jalil Sports Complex di Kuala Lumpur in Malaysia, dal 27 settembre al 3 ottobre 2010.

## Partecipanti

### Teste di serie
| Nazionalità | Giocatore           | Ranking | Testa di serie* |
| ----------- | ------------------- | ------- | --------------- |
| Svezia      | Robin Söderling     | 5       | 1               |
| Russia      | Nikolaj Davydenko   | 6       | 2               |
| Rep. Ceca   | Tomáš Berdych       | 7       | 3               |
| Russia      | Michail Južnyj      | 9       | 4               |
| Spagna      | David Ferrer        | 10      | 5               |
| Cipro       | Marcos Baghdatis    | 18      | 6               |
| Ucraina     | Serhij Stachovs'kyj | 32      | 7               |
| Kazakistan  | Andrej Golubev      | 39      | 8               |

* Le teste di serie sono basate sul ranking al 20 settembre 2010.

### Altri partecipanti
I seguenti giocatori hanno ricevuto una wild card per il tabellone principale:
- Yuki Bhambri
- Si Yew-Ming
- Bernard Tomić

I seguenti giocatori sono passati dalle qualificazioni:

- Igor' Andreev
- František Čermák
- Laurent Recouderc
- Milos Raonic

## Campioni

### Singolare
Michail Južnyj ha battuto in finale  Andrej Golubev con il punteggio di 6(7)–7, 6–2, 7–6(3)
- È il 2º titolo dell'anno per Youzhny, il 7° della sua carriera.

### Doppio
František Čermák /  Michal Mertiňák hanno battuto in finale  Mariusz Fyrstenberg /  Marcin Matkowski con il punteggio di 7–6(3), 7–6(5).